# Coueilles
Coueilles (em occitano:  Coèlhas) é uma comuna francesa na região administrativa da Occitânia, no departamento do Alto Garona. Estende-se por uma área de 6.45 km², com 93 habitantes, segundo o censo de 2018, com uma densidade de 14 hab/km².